# ОШ „Марко Орешковић” Бачки Грачац
ОШ „Марко Орешковић” једна је од основних школа у Бачком Грачцу, општини Оџаци. Основана је 1945. године, а од 1956. носи име по Марку Орешковићу. Налази се у улици Личка 16.

## Историјат
Школа је основана 1945. године, а од 25. августа 1956. носи име по Марку Орешковићу, хрватском и југословенском комунистичком револуционару, учеснику Шпанског грађанског рата и Народноослободилачке борбе, једном од организатора устанка у Лици 1941. и народном хероју Југославије. До оснивања школе на српском језику, место је носило назив Филипово са школом на немачком језику. Зграда школе датира из 1903. године, а у једном периоду, до 1945. је служила као женски самостан. Садржи фискултурну салу, а у школском дворишту поред клупа за седење и летњу учионицу. Поред матерњег српског, у школи се учи енглески и руски језик.